# Velociraptor!
Velociraptor! es el cuarto álbum de la banda de indie rock Kasabian, lanzado el 16 de septiembre de 2011.

## Historia
"La Fée Verte" llamada originalmente "The Green Fairy" aparece en la banda sonora de London Boulevard, la película de 2010 dirigida por William Monahan. Sin embargo, la versión de la película es diferente a la que aparece en el álbum.
"Switchblade Smiles" se puso disponible en descarga gratuita para todo el que pre ordenara el álbum desde la tienda de la página oficial de la banda desde el 7 de junio de 2011. El tema se puso disponible en descarga gratuita en el fanpage de la banda en Facebook.
"Switchblade Smiles" fue incluida en el soundtrack del videojuego de EA Sports FIFA 12. así como en el tercer capítulo de la tercera temporada de la serie Misfits.
Una versión instrumental de "Switchblade Smiles" fue tocada en el programa de la BBC Match of the Day 2 durante la temporada 2011/2012. Mientras hacían la introducción al partido, la canción era tocada de fondo mientras el presentador comentaba sobre una imagen congelada en la que aparecen los dos equipos y el resultado, lo que se hizo en todas las transmisiones. Adicionalemnte, un sample de la canción "Re-wired" es reproducido durante el descanso de medio tiempo de los partidos de fútbol en Sky Sports durante la temporada 2011/2012. "Re-wired" fue usado además en un episodio especial de la serie Top Gear'.
"Days Are Forgotten" estuvo disponible en las emisoras desde el 22 de julio de 2011. Es la canción oficial de la WWE 2011, además de ser incluida en la promoción del programa de MTV, MTV World Stage desde 2012 para Latinoamérica.
La revista Q incluyó a "Re-Wired" como el tema #1 disponible para descarga en su edición de octubre de 2011.
La portada del álbum es una foto editada de los cuatro miembros de la banda convertidos en plumas (como los Velociraptors que tradicionalmente son de pluma) y gritando, editado del video de "Switchblade Smiles". Los videos para "Days Are Forgotten", "Re-Wired", "Goodbye Kiss", "Man of Simple Pleasures" y "Neon Noon" fueron además lanzados en la cuenta de la banda en Vevo disponible en YouTube.

## Recepción
El álbum recibió principalmente críticas positivas. En Metacritic, Velociraptor! tuvo su más alta calificación con un puntaje de 79 sobre 100, indicando "Críticas generalmente favorables". [cita requerida] Su mejor álbum hasta entonces era el West Ryder Pauper Lunatic Asylum había sido calificado con 68 puntos en 2009. NME destacó que Kasabian había superado las expectativas y creía que el álbum era un paso adelante con respecto a sus trabajos anteriores. Antiquiet le dio 4 1/2 estrellas de 5 posibles y declaró que "Kasabian ha encontrado una forma de canalizar su aprecio por bandas como The Rolling Stones, Led Zeppelin y Radiohead mientras encuentra un sonido que los separa de grupos contemporáneos como Coldplay, Muse y The Killers." [cita requerida]

## Lista de canciones
Todas las canciones escritas y compuestas por Sergio Pizzorno. 
| N.º | Título                                       | Duración |  |
| 1.  | «Let's Roll Just Like We Used To»            | 4:47     |  |
| 2.  | «Days Are Forgotten»                         | 5:02     |  |
| 3.  | «Goodbye Kiss»                               | 4:04     |  |
| 4.  | «La Fée Verte»                               | 5:47     |  |
| 5.  | «Velociraptor!»                              | 2:51     |  |
| 6.  | «Acid Turkish Bath (Shelter from the Storm)» | 6:01     |  |
| 7.  | «I Hear Voices»                              | 3:58     |  |
| 8.  | «Re-Wired»                                   | 4:44     |  |
| 9.  | «Man of Simple Pleasures»                    | 3:51     |  |
| 10. | «Switchblade Smiles»                         | 4:13     |  |
| 11. | «Neon Noon»                                  | 5:20     |  |

### DVD de la edición de lujo
- Kasabian: Live at The O2 Dublín, 27 de noviembre de 2009
  1. "Julie & the Mothman"
  2. "Underdog"
  3. "Where Did All the Love Go?"
  4. "Swarfiga"
  5. "Shoot the Runner"
  6. "Cutt Off"
  7. "Processed Beats"
  8. "West Ryder Silver Bullet"
  9. "Thick as Thieves"
  10. "Take Aim"
  11. "Empire"
  12. "Last Trip (In Flight)"
  13. "I.D."
  14. "Ladies and Gentlemen, Roll the Dice"
  15. "Fire"
  16. "Fast Fuse"
  17. "The Doberman"
  18. "Club Foot"
  19. "Vlad the Impaler"
  20. "Stuntman"
  21. "L.S.F. (Lost Souls Forever)"

## Personal
Kasabian
- Tom Meighan – Vocalista (todas las canciones excepto "La Fée Verte", "Acid Turkish Bath (Shelter From The Storm)" y "Neon Noon"), coros en "La Fée Verte", "Acid Turkish Bath (Shelter From The Storm)"
- Sergio Pizzorno – Guitarras, coros (todas las canciones excepto "La Fée Verte", "Acid Turkish Bath (Shelter From The Storm)" y "Neon Noon") Vocalista en "La Fée Verte", "Acid Turkish Bath (Shelter From The Storm)" and "Neon Noon", Co-vocalista en "Velociraptor!", Sintetizador, Bajo, Productor
- Chris Edwards – Bajo
- Ian Matthews – Batería
- Jay Mehler - Guitarra

Músicos adicionales
- Ben Kealey - Teclados
- Sandris Skyrimš - Guitarra
- Tim Carter - Guitarra, percusión
- Dan Ralph Martin - Guitarra, percusión (tracks 4, 9)
- Gary Alesbrook - Trompeta
- Mat Coleman - Trombón
- Andrew Kinsman - Saxofón

- London Metropolitan Orchestra - Sección de cuerdas
- Jessica Dannheisser - Orquestación
- Andy Brown - Conductor

Personal técnico
- Dan the Automator – Productor
- Tim Carter, Joe Kearns - Ingeniería
- Stephen McLaughlin - Producción

- Aitor Throup - Diseño y dirección artística
- Neil Bedford - Fotografía

## Posicionamiento
El álbum debutó en el #1 en el UK albums chart vendiendo alrededor de 90 000 copias en su primera semana. En 2011, Velociraptor! vendió 279 000 copias en el Reino Unido. Recibió poco apoyo por parte de Sony Music, es por eso que el álbum falla en entrar al Billboard 200 en su primera semana de lanzamiento en los Estados Unidos.
| Listas (2011)                     | Posición |
| --------------------------------- | -------- |
| Australian Albums Chart           | 8        |
| Belgium Ultratop Chart (Flanders) | 16       |
| Belgium Ultratop Chart (Wallonia) | 11       |
| Dutch Albums Chart                | 37       |
| Finnish Albums Chart              | 32       |
| Irish Albums Chart                | 2        |
| Italian Albums Chart              | 11       |
| Polish Albums Chart               | 13       |
| Scottish Albums Chart             | 1        |
| UK Albums Chart                   | 1        |
| UK Album Download Chart           | 1        |

## Fecha de lanzamiento
| Región        | Fecha                    | Formato                       | Sello discográfico          |
| ------------- | ------------------------ | ----------------------------- | --------------------------- |
| Australia     | 16 de septiembre de 2011 | CD, CD/DVD, Descarga en línea | Sony Music Entertainment UK |
| Bélgica       | 16 de septiembre de 2011 | CD, CD/DVD, Descarga en línea | Sony Music Entertainment UK |
| Irlanda       | 16 de septiembre de 2011 | CD, CD/DVD, Descarga en línea | Sony Music Entertainment UK |
| Francia       | 19 de septiembre de 2011 | CD, CD/DVD, Descarga en línea | Sony Music Entertainment UK |
| Nueva Zelanda | 19 de septiembre de 2011 | CD, CD/DVD, Descarga en línea | Sony Music Entertainment UK |
| Reino Unido   | 19 de septiembre de 2011 | CD, CD/DVD, Descarga en línea | Sony Music Entertainment UK |
| España        | 20 de septiembre de 2011 | CD, CD/DVD, Descarga en línea | Sony Music Entertainment UK |